# Amplificatore
Un amplificatore, in elettronica e telecomunicazioni, è un dispositivo atto a variare l'ampiezza di un segnale di un fattore moltiplicativo comunemente indicato come guadagno (A), solitamente espresso in dB.
Si tratta di un dispositivo di tipo attivo (alimentato), ovvero che assorbe energia per ottenere la suddetta funzionalità di amplificazione, che di fatto significa aumento dell'energia del segnale. Più specificamente, un generico amplificatore (lineare) ha un ingresso a cui è applicato il segnale da amplificare ed una uscita da cui viene prelevato il segnale amplificato, di ampiezza pari ad A volte il segnale originale. Se il guadagno dell'amplificatore non è costante, ma varia in base a determinate caratteristiche del segnale, si parla di amplificatore non lineare. Il loro uso si rende spesso necessario per far fronte all'eccessiva attenuazione del segnale lungo il canale di comunicazione o in generale nel sistema in cui esso transita.

## Descrizione
Di solito, si parla di amplificatori in elettronica, considerando come segnale una tensione o una corrente: la casistica degli amplificatori elettronici è molto vasta.
Una caratteristica fondamentale degli amplificatori è quella di essere dei componenti attivi, cioè l'energia utilizzata per fornire il guadagno dell'uscita proviene da una sorgente differente dall'ingresso. Hanno quindi bisogno di una alimentazione: viene sfruttata una fonte esterna (in genere di energia, ma non necessariamente) per conferire al segnale in ingresso la maggiore ampiezza necessaria.
Se non c'è una fonte di energia esterna, l'aumento della grandezza da amplificare viene ottenuto a spese di qualche altra caratteristica del segnale, e quindi l'apparecchio è un trasformatore e non un amplificatore in senso stretto: per esempio, una leva non può essere considerata un amplificatore.
Gli amplificatori non sono limitati al campo dell'elettronica: anche il servosterzo di un'auto è un esempio di amplificatore di determinati "segnali" in ingresso.
In telecomunicazioni, l'amplificatore è un componente essenziale all'interno di un sistema di telecomunicazioni, ovvero, nei dispositivi di ricetrasmissione, spesso presente sia in trasmissione che in ricezione per far fronte all'eccessiva attenuazione del segnale lungo il canale di comunicazione. Posto in trasmissione anziché in ricezione, ha il vantaggio di amplificare solo il segnale utile e non il rumore introdotto dal canale, aumentando cioè il rapporto segnale/rumore in ricezione. In casi particolari, come le radiocomunicazioni, si ha la necessità di un'amplificazione distribuita anche in ricezione per diminuire il rischio elettromagnetico connesso ad eccessiva potenza in trasmissione. Il loro uso è diffuso ad esempio anche nelle reti di trasporto, cioè nelle comunicazioni cablate su lunghe tratte in fibra ottica sotto forma di amplificatori ottici. Spesso, in tali ambiti si parla di amplificatori di booster come quegli amplificatori in uscita dal trasmettitore, di pre-amplificatori come quegli amplificatori in ingresso al ricevitore e di amplificatori di linea come quegli amplificatori utilizzati nella tratta interna o linea di trasmissione.

## Tipologie

### Amplificatori elettronici
Gli amplificatori elettronici hanno un vasto campo di applicazioni, dall'amplificazione di deboli segnali elettrici in uscita da un trasduttore al pilotaggio di motori elettrici, dai sistemi di trasmissione radiotelevisiva e telefonia mobile alle apparecchiature per amplificare il suono; quest'ultima è forse la tipologia più diffusa e conosciuta, quella presente in tutti gli impianti audio, stereofonici, monofonici, piccoli, medi e grandi. Nell'alta fedeltà di classe elevata, l'amplificatore può essere composto da due apparecchi distinti collegati in cascata: il preamplificatore e il finale di potenza. Il primo si incarica di aumentare di una certa misura il livello in tensione del segnale da amplificare, pur non essendo in grado di fornire in uscita correnti elevate, mentre il secondo, oltre ad amplificare la tensione, è anche in grado di fornire la corrente necessaria agli altoparlanti o ai sistemi di altoparlanti collegati all'uscita, pilotandoli con una potenza adeguata a ottenere il livello acustico desiderato-

### Blocco amplificatore
Nella progettazione di apparecchiature elettroniche complesse, costituite da molteplici funzioni circuitali interagenti fra di loro (pensiamo a un oscilloscopio o a un hard disk), il costruttore, per agevolarne il progetto, l'ingegnerizzazione ed i successivi interventi di manutenzione, usa suddividere l'intero schema elettrico dell'apparecchio in blocchi distinti fra di loro, ognuno preposto a svolgere una precisa funzione. Fra questi, possono esserci uno o più circuiti di amplificazione ognuno dei quali, nella documentazione tecnica fornita dal costruttore, sarà identificato secondo la funzione svolta.
Un esempio di apparecchio complesso contenente più circuiti amplificatori è l'obsoleto televisore a tubo catodico; uno di questi serve ad amplificare il debole segnale proveniente dall'antenna, un secondo serve ad amplificare il segnale audio necessario per gli altoparlanti, un terzo serve ad amplificare il segnale costituente l'immagine, prima di essere inviata alle bobine di deflessione poste sul collo del tubo catodico. Sono circuiti che funzionano con tensioni, correnti e frequenze diverse, ma sono tutti circuiti amplificatori.

### Amplificatori di portata
Gli amplificatori di portata sono amplificatori con una portata variabile al variare del segnale inviato dei pickup.

## Efficienza
Ogni amplificatore, a seconda della sua classe di funzionamento ha un'efficienza teorica massima, determinata nel seguente modo: si applica in ingresso il massimo segnale sinusoidale tale che in uscita si abbia la massima potenza senza distorsione; si misura la potenza sul carico; si misura la potenza erogata dall'alimentatore. Si calcola il rapporto fra la potenza ricevuta dal carico e la potenza erogata.